# Tournoi de Cambrai
Le Tournoi de Cambrai est un tournoi organisé le 27 mai 1269 à l'occasion du mariage de Jean Ier le Victorieux (1253 - 1294), duc de Brabant et de Limbourg, et de Marguerite de France (1254 - 1271), fille du roi Saint Louis.

## Jury
Le jury chargé de désigner le vainqueur est composé de :
- Louis IX, roi de France ;
- Hugues IV de Bourgogne, duc de Bourgogne ;
- Henri IV de Brabant, duc de Brabant.

Le tournoi s'est également déroulé sous la présidence de Nicolas de Fontaines, évêque de Cambrai.

## Liste des participants
55 français et 57 chevaliers brabançons ont participé, dont notamment :
- Philippe III le Hardi, fils et héritier du roi Louis IX ;
- Jean de Valois, quatrième fils du roi Louis IX ;
- Robert IV de Dreux, comte de Dreux ;
- Jean III de Pierrepont, comte de Roucy ;
- Thiébaut II de Bar, comte de Bar ;
- Étienne II de Sancerre, comte de Sancerre ;
- Jean Ier de Châtillon, comte de Blois ;
- Bernard d'Armagnac, comte d'Armagnac[Note 1] ;
- Thibaut de Broyes, seigneur de Broyes[Note 2] ;
- Henri II de Vaudémont, comte de Vaudémont ;
- Mathieu III de Montmorency, seigneur de Montmorency ;
- Émery de Gouffier, seigneur de Bonnivet ;
- Gobert VII d'Aspremont, seigneur d'Aspremont ;
- Jean de Créquy, seigneur de Créquy ;
- Guy VIII de Laval, seigneur de Laval ;
- Guillaume de Beaumont, seigneur de Beaumont ;
- Aymar IV de Poitiers, comte de Valentinois ;
- Hugues d'Ailly, seigneur d'Ailly ;
- Jean d'Estouteville, seigneur d'Estouteville ;
- Gilbaud de Trie, seigneur de Trie ;
- Raoul de Reux, seigneur de Reux ;
- Thibaut de Chabot, seigneur de Chabot ;
- Guy de Lévis, seigneur de Ventadour ;
- Jean de Melun, vicomte de Melun ;
- Amaury II de Craon, seigneur de Craon ;
- Guillaume de Coligny, seigneur de Coligny ;
- Oudart de Mailly, seigneur de Mailly ;
- Jean Ier de Châteauvillain, seigneur de Châteauvillain ;
- Bernard de Moreuil, seigneur de Moreuil, désigné vainqueur du tournoi par le jury ;
- Jean d'Amboise, seigneur d'Amboise ;
- Jacques de La Trémoille, seigneur de La Trémoille ;
- Jean Ier d'Harcourt, seigneur d'Harcourt ;
- Jean de La Brosse, vicomte de La Brosse ;
- Jean de Clermont, seigneur de Clermont ;
- René de Carnazet, seigneur de Carnazet ;
- Aimery IX de Rochechouart, vicomte de Rochechouart ;
- Jean de Villers, seigneur de Villers ;
- Jean de Monchy, seigneur de Monchy ;
- Bernard de Balsac, seigneur de Balsac ;
- Humbert de Beaujeu, seigneur de Montpensier ;
- Ebles de Chabanes ;
- Enguerrand de Crèvecœur, seigneur Crèvecœur ;
- Guy d'Allègres, seigneur d'Allègres ;
- René de Beauvau, seigneur de Beauvau ;
- Jean de Roncherolles, seigneur de Roncherolles ;
- Guillaume de Chauvigny, seigneur de Chauvigny ;
- Jean de Cantiers, seigneur de Cantiers ;
- Guillaume de beauvais, châtelain de Beauvais ;
- Guillaume de Boufflers, seigneur de Boufflers ;
- Jacques Aymars, seigneur de Sanglier ;
- Jacques d'Anneux, seigneur d'Anneux ;
- Jean Ier de Choiseul, seigneur de Choiseul ;
- Jean de Looz, comte de Looz et de Chiny ;
- Jean de Chalon, comte de Chalon ;
- Godefroy de Brabant, seigneur d'Aerschot ;
- Ebles de Rethel, comte de Rethel ;
- Henri de Brabant, seigneur d'Herstal ;
- Guillaume de Vergy, seigneur de Mirebeau ;
- Wauthier Bertout, seigneur de Malines, remarqué pour ses prouesses par le jury ;
- Gérard de Murbais, remarqué pour ses prouesses par le jury ;
- Wauthier de Quaderebbe, mort de ses blessures lors du tournoi ;
- Gossuin de Stalle, mort de ses blessures lors du tournoi.